# Стефан III Молдавски
Стефан III Молдавски (познат и као Стефан Велики, рум. Ștefan cel Mare или Свети Стефан Велики, рум. Ștefan cel Mare și Sfânt; 1433 — 2. јул 1504) био је кнез Молдавије између 1457. и 1504. и најистакнутији представник династије Мушата.
Био је син и савладар са кнезом Богданом II, који је убијен 1451. у завери коју су организовали његов брат и Стефанов стриц Петар III Арон, који је преузео престо. Стефан је побегао у Угарску, а касније у Влашку; уз подршку Влада III Цепеша, војводе Влашке, вратио се у Молдавију, приморавши Арона да потражи уточиште у Пољској у лето 1457. Теоктист I, митрополит молдавски, помазао је Стефана за кнеза. Напао је Пољску и спречио Казимира IV Јагелона, пољског краља, да подржи збаченог кнеза Петра III Арона, али је на крају признао Казимирову власт 1459. године.
Стефан је одлучио да поново заузме Чилију (сада Килију у Украјини), важну луку на Дунаву, што га је довело у сукоб са Угарском и Влашком. Опседао је град током османске инвазије на Влашку 1462. године, али је током опсаде био тешко рањен. Две године касније, заузео је град. Обећао је подршку вођама Три народа Трансилваније против Матије Корвина, угарског краља, 1467. Корвин је напао Молдавију, али га је кнез Стефан III Велики победио у бици код Баје. Кнез Петар III Арон је напао Молдавију уз подршку Мађара у децембру 1470, али је такође поражен од кнеза Стефана III Великог и погубљен, заједно са молдавским бојарима који су га и даље подржавали. Кнез Стефан III Велики је обновио старе тврђаве и изградио нове, што је унапредило одбрамбени систем Молдавије, као и ојачало централну администрацију. Османска експанзија угрозила је молдавске луке у региону Црног мора. Године 1473. Кнез Стефан III Велики је престао да плаћа данак (харач) османском султану и покренуо је низ похода на Влашку да би заменио њене владаре – који су прихватили османску власт – својим штићеницима. Међутим, сваки принц који је заузео престо уз Стефанову подршку убрзо је био приморан да ода почаст султану.
Кнез Стефан III Велики је на крају победио велику османску војску у бици код Васлуја 1475. Папа Сиксто IV га је назвао („Христов шампион“), иако су наде Молдавије о војној подршци остале неиспуњене. Следеће године, османски султан Мехмед II разбио је Стефана у бици код Валеа Албе, али недостатак намирница и избијање куге приморали су га да се повуче из Молдавије. Искористивши примирје са краљем Матијом Корвином, Османлије су 1484. заузеле Чилију и њихове савезнике кримске Татаре Цетатеју Албу (данас Билгород-Дњестровски у Украјини). Иако је Корвин доделио два ердељска имања кнезу Стефану III Великом, молдавски кнез је одао почаст краљу Казимиру IV. да га подржи да поврати Чилију и Цетатеу Албу. Стефанови напори да заузме две луке завршили су неуспехом. Од 1486. поново је плаћао годишњи данак Османлијама. Током наредних година у Молдавији је подигнуто на десетине камених цркава и манастира, што је допринело развоју специфичне молдавске архитектуре.
Наследник краља Казимира IV, Јован I Алберт, желео је да додели Молдавију свом млађем брату Сигисмунду, али га је Стефанова дипломатија годинама спречавала да изврши инвазију на Молдавију. Краљ Јан Алберт је напао Молдавију 1497. године, али су кнез Стефан III Велики и његови мађарски и османски савезници разбили пољску војску у бици код Косминске шуме. Кнез Стефан III Велики је поново покушао да поврати Чилију и Четатеју Албу, али је морао да призна губитак две луке од Османлија 1503. Током последњих година живота, његов син и савладар кнез Богдан III играо је активну улогу у власти. Стефанова дуга владавина представљала је период стабилности у историји Молдавије. Од 16. века па надаље и његови поданици и странци памте га као великог владара. Савремени Румуни га сматрају једним од својих највећих националних хероја, иако је и даље култна личност у молдовенизму. Након што га је Румунска православна црква канонизовала 1992. године, поштован је као „Стефан Велики и Свети“ (Стефан цел Маре си Сфант).

## Биографија
Стефан III Мушат је био један од највећих војсковођа свога времена, ратовао је у око 50 битака, и у њима однео победе над Османлијама, Татарима, Пољацима, Угарима и Власима. Био је један од највећих бораца против османског експанзионизма на Балкану. Поред милитарних способности, био је способан и луцидан државник и дипломата.
Током његове владавине Молдавија је ојачала и успела да се одупре настојањима Угарске, Пољске и Османског царства да је потчине. Због дугог отпора Турцима Стефан је стекао славу у Европи. Победио је у 46 од 48 битака. Извојевао је одлучујућу победу над Турцима у бици код Васлуја, после чега је од папе Сикста IV добио почасну титулу „прави борац хришћанске вере“ (лат. verus christianae fidei athleta). Био је религиозан. Своју побожност је манифестовао исплативши дуг који је Света гора дуговала Порти, чиме је обезбедио даље постојање ове монашке заједнице.
Иако је владао у време највећих борби за независност Молдавије, значајно је допринео и развоју културе. За време његове владавине изграђено је преко 44 цркава и манастира, као и многобројне тврђаве. Један део тога је УНЕСКО уврстио у споменике Светске културне баштине. Поред цркава, саградио је велики број замкова и утврђења широм данашње Молдавије и Румуније, као и велики број винограда. Модернизовао је законик, и проширио територију Молдавије за време своје владавине.
Године 1992. Стефан Велики је канонизован за свеца. Слави се 2. јула. Заједно са Василијем Лупуом сматра се за највећим молдавским владарем.

## Младост
Кнез Стефан III Велики је био син кнеза Богдана II, који је био син Александра I Доброг, кнеза Молдавије. Стефанова мајка, Марија Олтеа, је највероватније била у сродству са кнежевима Влашке, према историчару Раду Флореску. Датум Стефановог рођења је непознат, иако историчари процењују да је рођен између 1433. и 1440. године. Један црквени диптих бележи да је имао петоро браће и сестара: браћу Јоакима, Јоана, Христеја; и сестре Сореа и Марија. Неки од Стефанових биографа претпостављају да је Карстеа Арборе, отац државника Луке Арбореа, био кнежев четврти брат, или да је Карстеа био исто што и Јоаким. Познато је да су ове везе са високорангираним молдавским бојарима сачуване кроз брачне везе: Марија, која је умрла 1485. године, била је жена Сендреја, вратара Сучаве; Стефанов други зет, Исаиа, такође је био на високој функцији на његовом двору.
Смрт кнеза Александра Доброг 1432. довела је до наследне кризе која је трајала више од две деценије. Стефанов отац је преузео престо 1449. након што је победио једног од својих рођака уз подршку Јована Хуњадија, намесник-гувернер Мађарске. Стефан је у очевим повељама означен као војвода, што показује да је постао очев наследник и савладар. Кнез Богдан II је признао власт Хуњадија 1450. године. Стефан је побегао у Угарску након што је Петар III Арон (који је такође био син Александра I Доброг) убио кнеза Богдана II у октобру 1451.
Влад Цепеш (који је живео у Молдавији за време владавине кнеза Богдана II) напао је Влашку и заузео престо уз подршку Хуњадија 1456. године. Стефан је или пратио Влада у Влашку током војног похода или му се придружио након што је Влада, постао владар Влашке. Према извештајима из 1480-их, Стефан је део тог периода провео у Браили, где је добио ванбрачног сина Мирчу. Уз Владину помоћ, Стефан је упао у Молдавију на челу војске од 6.000 у пролеће 1457. године. Према молдавским хроникама, „људи из Молдавије Доња земља“ (јужни регион Молдавије) придружио му се. Григоре Урече из 17. века написао је: „Стефан је 12. априла разбио кнеза Петра III Арона код Дољештија, али је кнез Петар III Арон отишао 12. априла. из Молдавије за Пољску тек пошто му је кнез Стефан III Велики нанео други пораз код Орбица.“

## Владавина

### Ране кампање
Једна широко прихваћена теорија, заснована на Уречеу, каже да је скупштина бојара и православних свештеника прогласила Стефана за владара Молдавије у Дирептатеу, ливади близу Сучаве. Према научнику Константину Резачијевићу, овај изборни обичај нема преседана пре 17. века и чини се сувишним у Стефановом случају; он тврди да је то легенда коју је измислио Урече. Иако је овај избор и даље неизвестан, различити историчари се слажу да је Теоктист I, митрополит молдавски, помазао Стефана за принца. Да би нагласио свету природу своје владавине, Стефан се 13. септембра 1457. године назвао „Милошћу Божјом, ... Стефан војвода, господар (или хосподар) молдавских земаља“. Његова употреба хришћанских средстава за легитимизацију преклапала се са проблематичним контекстом за молдавско православље: покушај католичко-православне уније поделио је цркве византијског обреда на присталице и дисиденте; исто тако, пад Цариграда је подстакао локалне епископе да себе сматрају независним од Патријаршије. Постоји дугогодишњи спор око тога да ли је Теоктист био дисидент, који је припадао једној од неколико еманципованих православних јурисдикција, или лојалиста патријарха Исидора. Историчар Дан Јоан Мурешан тврди да су докази за потоњу опцију, јер се Молдавија појављује на листи Патријаршијских јурисдикција, и зато што Стефану, иако је тестирао патријарха понекад користећи царске титуле као што је цар до 1473, никада није претила екскомуникација.
Као једна од његових најранијих акција као принца, Стефан је напао Пољску да спречи краља Казимира IV да подржи кнеза Петра III Арона 1458. године. Према историчару Џонатану Иглсу, ова прва војна кампања је „утврдила његове акредитиве као војног команданта високог ранга“. Међутим, он је желео да избегне продужени сукоб са Пољском, јер је повратак Чилије био његов главни циљ. Чилија је била важна лука на Дунаву коју је кнез Петар III Молдавски предао Угарској 1448. Потписао је уговор са Пољском на реци Дњестар 4. априла 1459. године. Признао је власт краља Казимира IV у нади да ће Пољска добити подршку против татарских пљачкаша. Краљ Казимир IV се заузврат обавезао да ће заштитити Стефана од његових непријатеља и забранити Петру III Арону да се врати у Молдавију. Пeтaр III Арон је након тога напустио Пољску и отишао у Мађарску и настанио се у земљи Секели у Трансилванији.
Стефан је више пута упао у земљу Секеља 1461. године. Матија Корвин, краљ Угарске, одлучио је да подржи кнеза Петра III Арона, дајући му уточиште у својој престоници у Будиму. Кнез Стефан III Велики је 1462. године подвукао своју жељу за добрим односима са Османским царством, протеравши из Молдавије фрањевце, који су агитовали за уједињену цркву и крсташки рат. Кнез Стефан III Велики је наставио да плаћа годишњу данак Османском царству који је иницирао његов претходник. Такође је склопио нови споразум са Пољском у Сучави 2. марта 1462, обећавајући да ће се лично заклети на верност краљу Казимиру IV ако је краљ то захтевао. Овај уговор је прогласио да је краљ Казимир IV једини сизерен Молдавије, забрањујући кнезу Стефану III Великом да отуђује молдавске територије без његовог овлашћења. Такође је обавезао кнеза Стефана III Великог да поврати молдавске територије које су биле изгубљене, очигледно у односу на Чилију.
Писани извори сведоче да је однос између кнеза Стефана III Великог и кнеза Влада III Цепеша постао напет почетком 1462. године. Дана 2. априла 1462. године, ђеновљански гувернер Кафе (данас Феодосија на Криму) обавестио је краља Казимира IV од Пољске да је кнез Стефан III Велики напао Пољску 2. априла 1462. године. Кнез Влад III Цепеш водио је тада рат против Османлија. Османски султан Мехмед II је касније напао Влашку у јуну 1462. Мехмедов секретар, Турсун бег, забележио је да је кнез Влад III Цепеш морао да стационира 7.000 војника у близини влашко-молдавске границе током султанове инвазије да би „заштитио своју земљу од својих молдавских непријатеља“. И Турсун и Лаоник Халкокондил, наводе да су Стефанове трупе биле лојалне султану Мехмеду II Освајачу, и директно укључене у инвазију. Искористивши присуство османске флоте на делти Дунава, кнез Стефан III је такође опседао Чилију крајем јуна. Према Доменику Балбију, венецијанском изасланику у Истанбулу, кнез Стефан III и Османлије су опседали тврђаву осам дана, али нису могли да је заузму, јер су их „мађарски гарнизон и Цепешових 7.000 људи“ поразили, убивши „много Турака“. Кнез Стефан III је био тешко рањен током рата - опсаде, претрпевши повреду левог листа или леве ноге, коју никада неће излечити и од које ће патити цео његов живот.

### Консолидација
Кнез Стефан III Велики је поново опседао Чилију 24. јануара 1465. Молдавска војска је бомбардовала тврђаву два дана, приморавајући гарнизон да се преда 25. или 26. јануара. Султанов вазал, Раду III Лепи, војвода Влашке, такође је полагао право на Чилију, па је заузимање луке довело до сукоба не само са Угарском, већ и са Влашком и Османским царством. Године 1465. или раније, Кнез Стефан III Велики је мирно повратио тврђаву Хотин (данас Хотин у Украјини) на Дњестру од Пољака. У знак сећања на заузимање Чилије, кнез Стефан III Велики је 1466. године наредио да се подигне црква Успења Богородице на пропланку на реци Путни. Храм Успења Пресвете Богородице постао је централни део манастира Путна, који је Стефан доградио 1467. године, када је поклонио село Вицов, и коначно освећен септембра 1470. године.
На предлог краља Матије Корвина, Угарска скупштина је укинула сва досадашња изузећа која се односе на порез познат као „добит коморе“. Лидери Три народа Трансилваније који су реформу сматрали повредом својих привилегија изјавили су 18. августа 1467. да су спремни да се боре за одбрану својих слобода. Кнез Стефан III Велики им је обећао подршку, али су они попустили Корвину без отпора након што је краљ кренуо у Трансилванију. Корвин је извршио инвазију на Молдавију и заузео Баиу, Бакау, Роман и Таргу Неамт. Кнез Стефан III Велики је окупио своју војску и доживео је пораз од освајача у бици код Баје 15. децембра. Ова епизода је у савременим мађарским хроникама представљена као пораз Стефанове војске. Међутим, Корвин, који је у бици задобио ране, могао је да побегне са бојног поља само уз помоћ молдавских бојара који су му се придружили. Група бојара устала је против кнеза Стефана III Великог у Доњој земљи, али је он ухватио и погубио 20 бојара и 40 других земљопоседника пре краја године.
Стефан се поново заклео на лојалност краљу Казимиру IV у присуству пољског посланика у Сучави 28. јула 1468. Извео је нападе на Трансилванију између 1468. и 1471. године. Када је краљ Казимир IV у фебруару 1469. дошао у Лавов да лично прими вазалну заклетву, Стефан му није пошао у сусрет. Исте године или почетком 1470. Татари су напали Молдавију, али их је кнез Стефан III Велики разбио у бици Липниц код Дњестра. Да би ојачао одбрамбени систем дуж реке, Стефан је одлучио да подигне нове тврђаве у Старом Орхеју и Сороки отприлике у исто време. Влашка војска је опсадила Чилију, али није могла да натера молдавски гарнизон да се преда.
Краљ Матија Корвин је послао кнезу Стефану IIIВеликом предлоге за мир. Његови изасланици су тражили савет од краља Казимира IV о Корвиновим предлозима на Сејму (или генералној скупштини) Пољске у Пјотркуву Трибуналском крајем 1469. године. Кнез Стефан III Велики је извршио инвазију на Влашку и уништио Браилу и Таргул де Флоци (два најважнија влашка трговачка центра на Дунаву) у фебруару 1470. године. Кнез Петар III Арон је унајмио Секелијеве трупе и провалио у Молдавију у децембру 1470, али је кнез Стефан III Велики вероватно предвидео његов напад. Кнез Стефан III Велики је победио свог ривала код Таргу Неамта. Кнез Петар III Арон је пао у заробљеништво на бојном пољу. Он и његове молдавске присталице, међу којима су Стефанов ворник и зет, Исаија, и канцелар Алекса, погубљени су по Стефановом наређењу. Кнез Раду III Лепи је такође напао Молдавију, али га је кнез Стефан III Велики победио код Сочија 7. марта 1471. године. Наводно је убио све осим двојице влашких племића које је заробио у борби.
Однос између краља Казимира IV и краља Матије Корвина постао је напет почетком 1471. године. Након што кнез Стефан III Велики није успео да подржи Пољску, краљ Казимир IV је послао посланство у Молдавију, инсистирајући да кнез Стефан III Велики треба да испуни своје обавезе. Кнез Стефан III Велики се састао са пољским изасланицима у Васлују 13. јула, подсетивши их на непријатељске поступке које су пољски племићи починили дуж границе и захтевао изручење молдавских бојара који су побегли у Пољску. Паралелно је послао своје изасланике у Угарску да започну преговоре са Корвином. Дао је комерцијалне привилегије саксонским трговцима из трансилванског града Корона (данас Брашов) 3. јануара 1472. године.

### Ратови са султаном Мехмедом II
Османлије су извршиле притисак на кнеза Стефана III Великог да напусти Чилију и Четатеју Албу (данас Билгород-Дњестровски у Украјини) почетком 1470-их. Уместо да послуша њихове захтеве, кнез Стефан III Велики је одбио да пошаље годишњи данак Узвишеној Порти 1473. године. Од 1472. године имао је пријатељске контакте са Узун Хасаном, султаном Ак Којунлуа, планирајући анти-отоманску координацију. Искористивши Мехмедов рат против Узун Хасана у Анадолији, кнез Стефан III Велики је извршио инвазију на Влашку да би заменио кнеза Радуа III Лепог, муслиманског преобраћеника и вазала којег су поставиле Османлије, са својим штићеником кнезом Басарабом III Лајотом. У бици која је трајала три дана, од 18. до 20. новембра 1473. године, разбио је влашку војску код Рамницу Сарат-а. Четири дана касније, молдавска војска је заузела Букурешт и кнез Стефан III Велики је поставио кнеза Басараба III на престо. Међутим, кнез Раду III је повратио Влашку уз османску подршку пре краја године. Кнез Басараб III је поново протерао кнеза Радуа III из Влашке 1475. године, али су му Османлије још једном помогле да се врати. Власи су се осветили пљачкањем неких делова Молдавије. Да би обновио кнеза Басараба III, кнез Стефан III Велики је у октобру покренуо нови поход на Влашку, присиљавајући кнеза Радуа III да побегне из кнежевине Влашке.
Султан Мехмед II је наредио Хадим Сулејман паши, беглербегу (или гувернеру) Румелије, да изврши инвазију на кнежевину Молдавију – османска војска од око 120.000 људи провалила је у Молдавију крајем 1475. године. Влашке трупе су се такође придружиле Османлијама, док је кнез Стефан III Велики добио подршку од Пољске и Мађарске. Бројчано надмашени освајачима три према један, кнез Стефан III Велики је био приморан да се повуче. Придружио се бици са Хадим Сулејман пашом код Подул Иналт (или Високог моста) близу Васлуија 10. јануара 1475. године. Пре битке, послао је своје трубе да се сакрију иза непријатељских линија. Када су изненада затрубили, изазвали су толику панику међу освајачима да су побегли са бојног поља. Током наредна три дана, стотине отоманских војника је масакрирано, а преживели су се повукли из Молдавије.
Стефанова победа у бици код Васлуја била је „вероватно једна од највећих европских победа над Османлијама“, сматра историчар Александар Микаберидзе. Мара Бранковић, маћеха султана Мехмеда II, изјавила је да Османлије „никада нису претрпеле већи пораз“. Кнез Стефан III Велики је слао писма европским владарима да тражи њихову подршку против Османлија, подсећајући их да је Молдавија „капија хришћанства“ и „бастион Угарске и Пољске и чувар ових краљевстава“. Папа Сикст IV хвалио га је као Верус христиане фидеи атхлета („Прави бранилац хришћанске вере“). Међутим, ни папа, ни било која друга европска сила, нису послали материјалну подршку Молдавији. Кнез Стефан III Велики се такође обраћао султану Мехмеду II са мировним понудама. Према спорним извештајима хроничара Јана Длугоша, он је такође умањивао инвазију као дело „неких бегунаца и разбојника“ које би султан желео да казни.
У међувремену, Стефанов шурак, Александар, заузео је кнежевину Теодоро на Криму на челу молдавске војске. Кнез Стефан III је такође одлучио да протера свог бившег штићеника кнеза Басараба III Лајоту из Влашке, јер је кнез Басараб III подржавао Османлије током њихове инвазије на Молдавију. У јулу је склопио савез са краљем Матијом Корвином убеђујући га да ослободи Басарабовог ривала, Влада Цепеша, који је био затворен у Угарској 1462. године. Кнез Стефан III и кнез Влад III су склопили споразум да окончају сукобе између кнежевине Молдавије и кнежевине Влашке, али Корвин то није учинио. Османлије су заузеле Кнежевину Теодоро и ђеновешке колоније на Криму пре краја 1475. године. Кнез Стефан III Велики је наредио погубљење османских заробљеника у Молдавији да би се осветио за масакр над кнезом Александром Гавра и његових молдавских слуга. Након тога Млечани, који су ратовали против Османлија од 1463. године, сматрали су кнеза Стефана III Великог својим главним савезником. Уз њихову подршку, Стефанови изасланици су покушали да убеде Свету Столицу да директно финансира Стефанов рат, уместо да средства пошаљу Матији Корвину. Сињорија од Венеције је нагласила: „Нико не треба да схвати у којој мери Стефан може утицати на развој догађаја, на овај или онај начин“, мислећи на његову превасходну улогу у анти-османском савезу.
Султан Мехмед II је лично командовао новом инвазијом на Молдавију у лето 1476. године. Ове снаге су укључивале 12.000 Влаха под Лајотом и пратњу Молдаваца под извесним Александруом, који је тврдио да је брат Стефанов. Кримски Татари су први провалили у Молдавију по султановом наређењу, али их је кнез Стефан III Велики разбио. Такође је наговорио Татаре Велике Хорде да провале на Крим, приморавајући кримске Татаре да се повуку из Молдавије. Султан је напао Молдавију крајем јуна 1476. године.
Сам уз подршку трупа које је послао Корвин, кнез Стефан III Велики је усвојио политику спаљене земље, али није могао да избегне жестоку битку. Претрпео је пораз у бици код Валеа Албе код Резбојенија 26. јула и морао је да тражи уточиште у Пољској, али Османлије нису могле да заузму тврђаву Сучаву, и слично су пропале пред Неамцем. Недостатак довољних намирница и избијање колере у османском логору приморали су султана Мехмеда II да напусти Молдавију, што је омогућило кнезу да се врати из Пољске. Народно предање тврди да је и кнезу Стефану III Великом била обећана нова војска са слободним сељаштвом округа Путна, груписаном око седам синова локалне госпође Тудоре „Бабе“ Вранчиоаје. Овај контингент је наводно напао бок Османлија код Одобештија. Други извештај, који је поновио Урече, је да је Марија Олтеа натерала свог сина да се врати у битку, гурајући га да се или врати као победник или да умре.
Византијски историчар Георгије Сфранцес је закључио да је султан Мехмед II „претрпео више пораза него победа“ током инвазије на Молдавију. Од лета 1475, током паузе у ривалству између Пољске и Угарске, кнез Стефан III Велики се заклео на верност мађарском краљу. Уз подршку Мађара, кнез Стефан III Велики и кнез Влад III Цепеш су извршили инвазију на Влашку, присиљавајући кнеза Басараба III Лајоту да побегне у новембру 1476. године. Кнез Стефан III Велики се вратио у Молдавију, остављајући молдавске трупе за Владову заштиту. Османлије су извршиле инвазију на Влашку да би обновиле власт кнеза Басараба III Лајоту. Цепеш и његови молдавски припадници масакрирани су пре 10. јануара 1477. Кнез Стефан III Велики је поново провалио у Влашку и заменио кнеза Басараба III Лајоту са кнезом Басарабом IV Млађим.
Кнез Стефан III Велики је послао своје изасланике у Рим и Венецију да убеде хришћанске силе да наставе рат против Османлија. Он и Венеција су такође желели да увуку Велику Хорду у анти-османску коалицију, али Пољаци нису били вољни да дозволе Татарима да пређу њихове територије. Да би ојачао своју међународну позицију, кнез Стефан III Велики је 22. јануара 1479. потписао нови уговор са Пољском, обећавајући да ће се лично заклети на верност краљу Казимиру IV у Коломеји (сада Коломија у Украјини) ако краљ то изричито буде захтевао.Венеција и Османско царство су истог месеца склопили мир; а са Угарском и Пољском у априлу. Након што је кнез Басараб IV Млађи одао почаст султану, кнез Стефан III Велики је морао да тражи помирење са Османлијама. У мају 1480. године, обећао је да ће обновити плаћање годишњег данака који је престао да плаћа 1473. године. Искористивши мир, кнез Стефан III Велики се припремао за нову конфронтацију са Османским царством. Поново је напао Влашку и заменио је кнеза Басараба IV Млађег са извесним Мирчом, вероватно Стефановим рођеним сином, али је кнез Басараб IV Млађи повратио Влашку уз османску подршку. Власи и њихови османски савезници провалили су у Молдавију у пролеће 1481. године.

### Ратови са султаном Бајазитом II
Султан Мехмед II умире 1481. године. Сукоб између његова два сина, султана Бајазита II и Џема, омогућио је кнезу Стефану III Великом да у јуну провали у Влашку и Османско царство. Он је поразио кнеза Басараба IV Млађег код Рамнику Валчеа и поставио полубрата кнеза Влада III Цепеша, кнеза Влада IV Калугарула, на престо. Након што се кнез Басараб IV Млађи вратио са османском подршком, кнез Стефан III Велики је учинио последњи покушај да обезбеди свој утицај у Влашкој. Поново је повео своју војску на Влашку и победио кнеза Басараба IV Млађег, који је погинуо у бици. Иако је кнез Влад IV поново вратио престо, убрзо је био приморан да прихвати султанову власт. Предвиђајући нови напад Османлија, кнез Стефан III Велики је утврдио своју границу са Влашком и ступио у савез са Иваном III руским, великим кнезом московским.
...откако [Стефан Велики] влада у Молдавији, није му се допао ниједан владар Влашке. Није желео да живи са [Радуом III Лепим], ни са [Басарабом IV Лајотом], ни са мном. Не знам ко може да живи са њим.
— Писмо кнеза Басараба IV Млађег из 1481. одборницима Сибиуа
Краљ Матија Корвин је потписао петогодишње примирје са султаном Бајазитом II у октобру 1483. године. Примирје се односило на целу Молдавију, са изузетком лука. Султан Бајазит II је напао Молдавију и заузео Чилију 14. или 15. јула 1484. године. Његов вазал, кан Менгли I Гирај, такође је провалио у Молдавију и заузео Четатеа Албу 3. августа. Заузимање две луке обезбедило је Османлијама контролу над Црним морем. Султан Бајазит II је напустио Молдавију тек пошто је кнез Стефан III Велики лично дошао да му се поклони. Иако су ови порази у великој мери било без утицаја на независност Молдавије, губитак Чилије и Четатеа Албе ставио је тачку на молдавску контролу важних трговачких путева.
Краљ Матија Корвин није био вољан да прекине своје примирје са султаном Бајазитом II, јер је имао прећутну османску подршку за сопствени рат на западу. Међутим, он је свом вазалу доделио територијални поклон у Трансилванији, који је обухватао поседе Чичеуа и Четатеа де Балта. Према различитим тумачењима, ова размена се догодила 1484. године или након тога, и требало је да надокнади кнезу Стефану III Великом губитак његових лука. Четатеа до 1482. године, када је краљ Матија Корвин пристао да кнезу Стефану III Великом да уточиште, ако Молдавија падне под Османлије, док је Чичеу постао Стефанов замак тек 1489. године. Обе тврђаве биле су на земљишту конфискованом након сукоба између Три народа и краља Матије Корвина. Чичеу је био феуд породице Лосонцзи, под парницом, док је Четатеа била посебна област војводе Трансилваније, чији је последњи титуларни власник пре кнеза Стефана III Великог био Џон Понграц од Денгелега.
До тада је рат између Пољака и Османлија био у припреми, а сукоби између две стране су се десили 1484. године. Научник Шербан Папакостеа примећује да је краљ Казимир IV увек био неутралан током Стефанових сукоба са Османлијама, али је османска контрола ушћа Дњепра и Дунава претила Пољској. Краљ је, тврди Папакостеа, такође желео да ојача своју власт над Молдавијом, што му је помогло да одлучи да интервенише у сукобу у Стефаново име. Краљ Казимир iv је формирао или се придружио анти-оСманској лиги, која је 1485. такође добила невољну подршку Тевтонских витезова. Историчари дају различита тумачења овог питања: према Роберту Нисбету Бејну, Казимирова интервенција је такође протерала Османлије из Молдавије; Вениамин Чиобану међутим тврди да је пољско учешће остало невољно, чисто дипломатско.
Краљ Казимир IV је затим кренуо на Коломеју са 20.000 војника. Да би обезбедио његову подршку, кнез Стефан III Велики је такође отишао у Коломеју и заклео му се на верност 12. септембра 1485. године. Церемонија је одржана у шатору, али је била далеко од очију јавности, завесе су биле навучене у тренутку када је кнез Стефан III Велики био на коленима пред краљем Казимиром IV. Три дана након Стефанове заклетве на верност, краљ Казимир IV се обавезао да неће признати освајање Чилије и Четатее Албе од стране Османлија без Стефановог пристанка. Током Стефановог боравка у Пољској, Османлије су упале у Молдавију и опљачкале Сучаву. Такође су покушали да на трон поставе претендента, Петра Хроноду.
Кнез Стефан III Велики се вратио из Пољске и победио освајаче уз пољску помоћ на језеру Катлабуга у новембру Поново се сукобио са Османлијама код Шешеје у марту 1486, али није могао да поврати Чилију и Четатеју Албу. За длаку је спасао живот, наводно након што му је помогао Апрод Пурице, кога традиција идентификује као патријарха породице Мовилешти. Историчар Василе Марчулет се слаже са османским изворима у напомени да Шчеја није била војна победа Молдавије, већ у целини релативан успех његовог непријатеља, Скендер-паше. Молдавци су известили да су победили само зато што су за длаку избегли катастрофу; и зато што је Хронода, признат за кнеза од непокорних бојара, ухваћен и посечен. На крају, кнез Стефан III је потписао трогодишње примирје са Портом, обећавајући да ће плаћати годишњи данак султану.

### Сукоби са Пољском
Истраживач В. Ј. Парри тврди да, пошто је Пољаке непрестано узнемиравала Велика Хорда, они нису били у позицији да помогну кнезу Стефану III Великом. Коначно, крајем 1486. године, Пољска је објавила планове да заправо започне „крсташки рат“ против Османлија, који ће предводити Јан Алберт; кнез Стефан III Велики се обратио Сејму да преговара о улози Молдавије у тој кампањи. Држао се подаље, експедиција је преусмерена из Лавова, а затим је напала Татаре. Пољска је закључила мировни уговор са Османским царством 1489. године, признајући губитак Чилије и Четатее Албе, без Стефановог пристанка. Иако је уговор потврдио границе Молдавије, кнез Стефан III Велики је то сматрао кршењем свог споразума из 1485. са краљем Казимиром IV. Уместо да прихвати уговор, он је признао врховну власт краља Матије Корвина. Међутим, краљ Матија Корвин је неочекивано умро 6. априла 1490. године. Четири кандидата су полагала право на Угарску, укључујући Максимилијана Хабзбуршког и два сина краља Казимира IV, Јан Алберт и Владислава.
Кнез Стефан III Велики је подржао Максимилијана Хабзбуршког, који је позвао три народа Трансилваније да сарађују са кнезом Стефаном III Великим против његових противника. Већина угарских лордова и прелата је, међутим, подржала Владислава који је крунисан за краља 21. септембра, што је приморало Максимилијана да се повуче из Угарске у новембру. Пошто Јан Алберт (који је био наследник његовог оца у Пољској) није одустао од својих захтева, кнез Стефан III Великије одлучио да подржи Владислава како би спречио персоналну унију између Мађарске и Пољске. Провалио је у Пољску и заузео Покуцију (данас Покутја у Украјини). Веровао је да има право на овај бивши молдавски феуд, чији је приход преусмерен на плаћање османског данка. Кнез Стефан III Велики је такође подржао Владислава против Османлија који су након Корвинове смрти неколико пута провалили у Угарску. У замену, Владислав је потврдио Стефаново право на Чичеу и Четатеа де Балта у Трансилванији. Јан Алберт је, заузврат, био принуђен да призна свог брата за законитог краља крајем 1491. године.
Краљ Казимир IV умире 7. јуна 1492. године. У Литванији га је наследио један од његових млађих синова Александар, а Јан Алберт је крајем августа изабран за краља Пољске. Велики кнез Иван III Московски провалио је у Литванију да прошири своју власт над кнежевинама дуж границе. Током наредних година, велики кнез Иван III и кнез Стефан III су координирали своју дипломатију, што је омогућило великом кнезу Ивану III да убеди Александра да призна губитак значајних територија у корист Москве у фебруару 1494. године.
Османски притисак је такође довео до приближавања Мађарске и Пољске. Краљ Владислав II се састао са своја четири брата, укључујући краља Јана I Алберта и Сигисмунда , у Лоцсеу (сада Левоча у Словачкој) априла 1494. године. Планирали су крсташки рат против Османског царства. Међутим, краљ Јан I Алберт је желео да ојача пољску власт над Молдавијом и да свргне кнеза Стефана III Великог са престола у корист Сигисмунда , што је изазвало нове тензије између Пољске и Угарске. Убрзо након конференције, краљ Јан I Алберт је одлучио да покрене кампању против Османлија како би поново заузео Чилију и Четатеу Албу. У страху да је потчињавање Молдавије ствари циљ краља Јана I Алберта, кнез Стефан III Велики је неколико пута покушао да спречи његову кампању. Уз подршку великог кнеза Ивана III, убедио је великог војводу Александра Литванског да се не удружује са краљем Јаном I Албертом. Како преноси Бицховиец Хроника, и литвански магнати су осудили рат, и једноставно су одбили да пређу Јужни Буг.
Са своје стране, пољска војска је кренула преко Дњестра у Молдавију августа 1497. године. Султан је на Стефанов захтев послао 500 или 600 јаничара у Молдавију, придруживши се молдавским снагама окупљеним код Романа. Кнез Стефан III Велики је послао свог канцелара Исака код краља Јана I Алберта, тражећи повлачење пољских снага из Молдавије, али је краљ Јан I Алберт наредио да се Исак да затвори. Пољаци су затим 24. септембра опсадили Сучаву. Кампања је пропала: тевтонско појачање никада није стигло, док је Јохан фон Тифен умро на путу. Убрзо је избила куга у пољском логору, док је краљ Владислав II Угарски послао војску од 12.000 војника у Молдавију, приморавајући краљ Јана I Алберта да 19. октобра прекине опсаду.
Пољаци су кренули ка Пољској, али је кнез Стефан III Велики упао у заседу и разбио их код јаруге у Буковини 25. и 26. октобра. Неколико напада на Пољску током наредних месеци, укључујући пљачкање Лавова, Јаворива и Пшемисла, учврстили су његову победу. Тим акцијама је или наредио и руководио кнез Стефан III Велики или су изведени преко комбинованих снага османско-татарско-молдавских нерегуларних снага којима је командовао Малкочоглу. Кнез Стефан III Велики је склопио мир са краљем Јаном I Албертом тек након што су Пољска и Мађарска склопиле нови савез против Османског царства, а Молдавија је добила директан приступ тржиштима Лавова. У међувремену, османски поход се завршио катастрофално, пошто је јака зима изазвала глад; различити пољски и литвански извештаји такође сугеришу да је кнез Стефан III Велики наредио нападе лажном заставом на своје бивше савезнике у паници.

### Последње године
Оko 1498. године, власт у Молдавији се тихо померала ка групи бојара и чиновника, коју су, између осталих, чинили Лука Арборе и Јоан Тауту. Стефанов син и савладар, кнез Богдан, такође је преузимао кнежевске обавезе од свог оца. Он је водио преговоре са Пољском о мировном уговору. Уговор, који је кнез Стефан III Велики ратификовао у Харлау 1499. године, ставио је тачку на пољску власт над Молдавијом. Кнез Стефан III Велики је поново престао да плаћа данак Османлијама 1500. године, иако је до тада његово здравље било добро. У фебруару 1501. његова делегација је стигла у Венецију, тражећи лекаре специјалисте. Како је известио Марин Санудо, његови изасланици су такође разговарали о могућности укључивања Молдавије и Мађарске у Османско-млетачки рат. Дужд Венеције, Агостино Барбариго, послао је лекара Матеа Муријана у Молдавију да лечи свог колегу.
Стефанове војске су поново провалиле у Османско царство, али нису могле да заузму Чилију или Четатеу Алба. Татари Велике Хорде упали су у јужну Молдавију, али их је кнез Стефан III Велики победио уз подршку кримских Татара 1502. године. Такође је послао појачање у Угарску за борбу против Османлија. До тада, међутим, уговор са Пољском се више није примењивао, што је навело кнеза Стефана III Великог  да поново заузме Покуцију 1502. године. Иако је Александар I Литвански до тада био нови краљ Пољске, није се могло постићи никакво разумевање између њега и кнеза Стефана III Великог и њих двојица су постали непријатељи. Отприлике у то време, Лука Арборе, или као Стефанов изасланик или самостално, изјављује молдавско право на Галич и друге градове Русинског војводства. Мађарска и Османско царство су 22. фебруара 1503. закључиле нови мировни уговор, који је укључивао и Молдавију. Након тога кнез Стефан III Велики је поново плаћао годишњи данак Османлијама. Кнез Стефан III Велики је надживео свог доктора, који је умро у Молдавији крајем 1503. године. Још једна молдавска делегација послата је у Венецију да тражи замену, али и да предложи нови савез против Османлија. Ово је био један од његових последњих чинова међународне дипломатије. Када јекнез  Стефан III Велики умирао, побунили су се разни бојари, који су се противили принцу Богдану, али су били умирени. На самрти је позвао принца Богдана да настави да плаћа данак султану. Умро је 2. јула 1504. године и сахрањен је у манастиру Путна.

## Породица
Жена по имену Марушка (или Марица) је највероватније родила Стефановог првог признатог сина, Александра. Историчар Јоан-Аурел Поп описује Марушку као Стефанову прву жену, али други истраживачи примећују да је легитимност брака кнеза Стефана III Великог и Марушке неизвесна. Према Џонатану Иглсу, Александар је или умро у детињству или је преживео детињство и постао очев савладар. Овај старији Александар је умро у јулу 1496. године, пре смрти се оженио ћерком Бартоломеа Драгфија, ердељског војводе. Он вероватно није исти Александар кога је кнез Стефан III Велики 1486. године послао као добровољног таоца у Истанбул, где се оженио византијском племкињом. Овај Александар је још био жив до краја владавине свог оца и касније, након очеве смрти постао је претендент на престо, а на крају и оспоравани кнез. Писмо Фабија Мињанелија из 1538. описује преживелог Александра, или „Сандрина“, као постхумног Стефановог сина, али је то вероватно грешка.
Ако је кнез Стефан III имао два или три сина по имену Александар, онај који је неко време био одређен за његовог наследник рођен је од кнегиње Евдокије Кијевске, којом се кнез Стефан III Велики оженио 1463. године. Као Олелкович, била је у блиском сродству и са великим кнезом Иваном III Московским и са краљем Казимиром IV Пољским и Литванским. Стефанова повеља о даровници светогорском манастиру Хиландару говори о двоје деце кнеза Стефана III Великог и кнегиње Евдокије, Александар и Олена. Олена је била жена кнеза Ивана Млађег, најстаријег сина великог кнеза Ивана III, и мајка узурпираног наследника Дмитрија.
Стефанова друга (или трећа) жена, кнегиња Марија од Теодора, била је из породице Гавра, кнежева од Теодоро. Вероватно је такође била рођака са московском великом кнегињом Софијом Палеолог и била је у сродству са Трапезунтским царским паром, царем Давидом и царицом Маријом. Брак између кнеза Стефана III Великог и кнегиње Марије склопљен је у септембру 1472. године, али је она умрла у децембру 1477. године. Током свог кратког боравка у Молдавији, Марија је подржавала Константинопољску латинску патријаршију, доприносећи пријатељским контактима између кнеза Стефана III Великог и католичких сила. Стефанова трећа (или четврта) жена, кнегиња Марија Воичита, била је ћерка Радуа III Лепог, војводе Влашке. Била је мајка Стефановог непосредног наследника, Богдана, и ћерке по имену Мариа Чнеајна. Ова ћерка се удала у кућу Сангушка. Познато је да је кнез Стефан III Велики имао још два сина који су умрли у детињству, у време када је био ожењен Маријом Воичицом: Богдан је умро 1479., а Петар (Петрашко) 1480. Научници су подељени око тога да ли је њихова мајка била кнегиња Евдокија, кнегиња Марија од Теодоро, или веома млада Марија Воичица. Богдан је био познат и као „Влад“ — краљевско име које се ретко користи у Молдавији, али је уобичајено за влашке кнежеве. Избор је био или „подвлачење молдо-влашког јединства које је кнез Стефан III Велики настојао да постигне“, или, тачније, али мање извесно, доказ да је кнез Стефан III Велики желео да Богдана-Влада постави за свог савладара над Влашком. Архивиста Аурелијан Сачердожеану верује да је Богдан-Влад имао и близанца Илијаша.
Године 1480, кнез Стефан III Велики је коначно признао свог првенца, Мирчу, рођеног из његове ванбрачне везе из 1450-их са Калцуном од Браиле, и припремио га да преузме трон у Влашкој. Према Сацердотеануу, признање је дошло тек након смрти Мирчиног законитог оца, који је можда био један од бојара поштеђених у Сочију. Кнез Стефан III је такође имао још једног ванбрачног сина, Петра Рареша, који је постао кнез Молдавије 1527. године. Црква његову мајку, Марију Рареш, сматра Стефановом четвртом женом,[ иако се зна да је била удата за грађанина. Кнез Стефан V „Скакавац“, који је био молдавски владар 1538–1540, такође се представљао као Стефанов ванбрачни син. Према Сацердотеануу, његова тврдња је веродостојна. Локална традиција у округу Путна (данашња Вранча) приписује Стефану и друге ванбрачне везе, при чему многи сељаци наводе да себе сматрају „од његове крви“ или „његове сржи“.

## Свети владар
У светогорским легендама, румунским причама и молдавским хроникама, Стефанове победе против Османлија и Мађара су се већ сматрале богонадахнутим или стављеним под директно покровитељство разних светаца (Ђорђа, Димитрија, Прокопија или Меркурија). Обожавање самог кнеза Стефана III Великог је први пут забележено 1570-их, али, према Уречеу, он је убрзо после сахране сматран за свеца: „не због своје душе... јер је био човек са гресима. .. али због великих дела која је учинио“. Позитивне нијансе Уречеовог извештаја поновио је и Мирон Костин.
Игуман манастира Путна Артимон Бортнић покренуо је 1851. године истраживање гробнице манастира, позивајући се на значајне светиње у Русији и Молдавији. Године 1857. (годину дана након што је Стефанов гроб отворен), свештеник и новинар Иракли Порумбеску је већ писао о „светим костима Путне“. У барем неким легендама потврђеним до 1903. године, кнез је приказан као бесмртни уснули херој, или, алтернативно, као владар неба. Међутим, кнез Стефан III Велики је игнорисан када је Румунска православна црква 1950-их година канонизовала прве румунске свеце.
Теоктист, Патријарх целе Румуније, 21. јуна 1992. године канонизовао је кнеза Стефана III Великог заједно са још 12 светитеља у цркви Светог Спиридона Новог у Букурешту. Патријарх је овом приликом истакао да је кнез Стефан III Велики био бранилац хришћанства и заштитник свог народа. Такође је подвукао да је кнез Стефан III Велики током своје владавине градио цркве. Стефанов празник је 2. јул (дан његове смрти) у календару Румунске православне цркве. На његов први празник после канонизације, у Путни је одржана нова свечаност прослављања светог Стефана Великог и светитеља. Догађају је присуствовало 15.000 људи (укључујући тадашњег председника Румуније Јона Илијескуа и два министра). Патријарх Теоктист је приметио да нас је „Бог спојио под истим небом, као што нас је Стефан окупио под истом заставом у прошлости“.

## Породично стабло
| \| \| \| \| \| \| \| \| \| \| \| \| \| \| 16. Costea of Moldavia \| \| \| \| \| \| \| \| \| \| \| \| \| \| \| \| \| \| \| \| \| \| \| \| \| \| \| \| \| \| \| \| \| \| \| \| \| \| \| \| \| \| \| \| \| \| \| \| \| \| \| \| \| \| \| \| \| \| \| \| 8. Roman I of Moldavia \| \| \| \| \| \| \| \| \| \| \| \| \| \| \| \| \| \| \| \| \| \| \| \| \| \| \| \| \| \| \| \| \| \| \| \| \| \| \| \| \| \| \| \| \| \| \| \| \| \| \| \| \| \| \| \| \| \| \| \| \| \| \| \| \| \| \| \| \| \| \| \| 17. Margareta Mușata \| \| \| \| \| \| \| \| \| \| \| \| \| \| \| \| \| \| \| \| \| \| \| \| \| \| \| \| \| \| \| \| \| \| \| \| \| \| \| \| \| \| \| \| \| \| \| \| \| \| \| \| \| \| \| \| \| \| \| \| \| \| \| \| \| \| \| \| \| \| \| \| 4. Alexander I of Moldavia \| \| \| \| \| \| \| \| \| \| \| \| \| \| \| \| \| \| \| \| \| \| \| \| \| \| \| \| \| \| \| \| \| \| \| \| \| \| \| \| \| \| \| \| \| \| \| \| \| \| \| \| \| \| \| \| \| \| \| \| \| \| \| \| \| \| \| \| \| \| \| \| 18. (possibly) Lațcu of Moldavia \| \| \| \| \| \| \| \| \| \| \| \| \| \| \| \| \| \| \| \| \| \| \| \| \| \| \| \| \| \| \| \| \| \| \| \| \| \| \| \| \| \| \| \| \| \| \| \| \| \| \| \| \| \| \| \| \| \| \| \| \| \| \| \| \| \| \| \| \| \| \| \| 9. Anastasia \| \| \| \| \| \| \| \| \| \| \| \| \| \| \| \| \| \| \| \| \| \| \| \| \| \| \| \| \| \| \| \| \| \| \| \| \| \| \| \| \| \| \| \| \| \| \| \| \| \| \| \| \| \| \| \| \| \| \| \| \| \| \| \| \| \| \| \| \| \| \| \| \| \| \| \| \| \| \| \| \| \| \| \| \| \| \| \| \| \| \| \| \| \| \| \| \| \| \| \| \| \| \| \| \| \| \| \| \| \| \| \| \| \| \| \| \| \| \| \| \| \| \| \| \| \| \| \| \| \| \| \| \| \| \| \| \| \| \| \| \| \| \| \| 2. Bogdan II of Moldavia \| \| \| \| \| \| \| \| \| \| \| \| \| \| \| \| \| \| \| \| \| \| \| \| \| \| \| \| \| \| \| \| \| \| \| \| \| \| \| \| \| \| \| \| \| \| \| \| \| \| \| \| \| \| \| \| \| \| \| \| \| \| \| \| \| \| \| \| \| \| \| \| \| \| \| \| \| \| \| \| \| \| \| \| \| \| \| \| \| \| \| \| \| \| \| \| \| \| \| \| \| \| \| \| \| \| \| \| \| \| \| \| \| \| \| \| \| \| \| \| \| \| \| \| \| \| \| \| \| \| \| \| \| \| \| \| \| \| \| \| \| \| \| \| \| \| \| \| \| \| \| \| \| \| \| \| \| \| \| \| \| \| \| \| \| \| \| \| \| \| \| \| \| \| \| \| \| \| \| \| \| \| \| \| \| \| \| \| \| \| \| \| \| \| \| \| \| \| \| \| \| \| \| \| \| \| \| \| \| \| \| \| \| \| \| \| \| \| \| \| \| \| \| \| \| \| \| \| \| \| \| \| \| \| \| \| \| \| \| \| \| \| \| \| \| \| \| \| \| \| \| \| \| \| \| \| \| \| \| \| \| \| \| \| \| \| \| \| \| \| \| \| \| \| \| \| \| \| \| \| \| \| \| \| \| \| \| \| 5. Ana Neacșa \| \| \| \| \| \| \| \| \| \| \| \| \| \| \| \| \| \| \| \| \| \| \| \| \| \| \| \| \| \| \| \| \| \| \| \| \| \| \| \| \| \| \| \| \| \| \| \| \| \| \| \| \| \| \| \| \| \| \| \| \| \| \| \| \| \| \| \| \| \| \| \| \| \| \| \| \| \| \| \| \| \| \| \| \| \| \| \| \| \| \| \| \| \| \| \| \| \| \| \| \| \| \| \| \| \| \| \| \| \| \| \| \| \| \| \| \| \| \| \| \| \| \| \| \| \| \| \| \| \| \| \| \| \| \| \| \| \| \| \| \| \| \| \| \| \| \| \| \| \| \| \| \| \| \| \| \| \| \| \| \| \| \| \| \| \| \| \| \| \| \| \| \| \| \| \| \| \| \| \| \| \| \| \| \| \| \| \| \| \| \| \| \| \| \| \| \| \| \| \| \| \| \| \| \| \| \| \| \| \| \| \| \| \| \| \| \| \| \| \| \| \| \| \| \| \| \| \| \| \| \| \| \| \| \| \| \| \| \| \| \| \| \| \| \| \| \| \| \| \| \| \| \| \| \| \| \| \| \| \| \| \| \| \| \| \| \| \| \| \| \| \| \| \| \| \| \| \| \| \| \| \| \| \| \| \| \| \| 1. Стефан III Молдавски \| \| \| \| \| \| \| \| \| \| \| \| \| \| \| \| \| \| \| \| \| \| \| \| \| \| \| \| \| \| \| \| \| \| \| \| \| \| \| \| \| \| \| \| \| \| \| \| \| \| \| \| \| \| \| \| \| \| \| \| \| \| \| \| \| \| \| \| \| \| \| \| \| \| \| \| \| \| \| \| \| \| \| \| \| \| \| \| \| \| \| \| \| \| \| \| \| \| \| \| \| \| \| \| \| \| \| \| \| \| \| \| \| \| \| \| \| \| \| \| \| \| \| \| \| \| \| \| \| \| \| \| \| \| \| \| \| \| \| \| \| \| \| \| \| \| \| \| \| \| \| \| \| \| \| \| \| \| \| \| \| \| \| \| \| \| \| \| \| \| \| \| \| \| \| \| \| \| \| \| \| \| \| \| \| \| \| \| \| \| \| \| \| \| \| \| \| \| \| \| \| \| \| \| \| \| \| \| \| \| \| \| \| \| \| \| \| \| \| \| \| \| \| \| \| \| \| \| \| \| \| \| \| \| \| \| \| \| \| \| \| \| \| \| \| \| \| \| \| \| \| \| \| \| \| \| \| \| \| \| \| \| \| \| \| \| \| \| \| \| \| \| \| \| \| \| \| \| \| \| \| \| \| \| \| \| \| \| \| \| \| \| \| \| \| \| \| \| \| \| \| \| \| \| \| \| \| \| \| \| \| \| \| \| \| \| \| \| \| \| \| \| \| \| \| \| \| \| \| \| \| \| \| \| \| \| \| \| \| \| \| \| \| \| \| \| \| \| \| \| \| \| \| \| \| \| \| \| \| \| \| \| \| \| \| \| \| \| \| \| \| \| \| \| \| \| \| \| \| \| \| \| \| \| \| \| \| \| \| \| \| \| \| \| \| \| \| \| \| \| \| \| \| \| \| \| \| \| \| \| \| \| \| \| \| \| \| \| \| \| \| \| \| \| \| \| \| \| \| \| \| \| \| \| \| \| \| \| \| \| \| \| \| \| \| \| \| \| \| \| \| \| \| \| \| \| \| \| \| \| \| \| \| \| \| \| \| \| \| \| \| \| \| \| \| \| \| \| \| \| \| \| \| \| \| \| \| \| \| \| \| \| \| \| \| \| \| \| \| \| \| \| \| \| \| \| \| \| \| \| \| \| \| \| \| \| \| \| \| \| \| \| \| \| \| \| \| \| \| \| \| \| \| \| \| \| \| \| \| \| \| \| \| \| \| \| \| \| \| \| \| \| \| \| \| \| \| \| \| \| \| \| \| \| \| \| \| \| \| \| \| \| \| \| \| \| 3. \| \| \| \| \| \| \| \| \| \| \| \| \| \| \| \| \| \| \| \| \| \| \| \| \| \| \| \| \| \| \| \| \| \| \| \| \| \| \| \| \| \| \| \| \| \| \| \| \| \| \| \| |                                  |  |  |  |  |  |  |  |  |  |  |  |                        |  |  |  |
| |                                  |  |  |  |  |  |  |  |  |  |  |  | 16. Costea of Moldavia |  |  |  |
| |                                  |  |  |  |  |  |  |  |  |  |  |  |                        |  |  |  |
| |                                  |  |  |  |  |  |  |  |  |  |  |  |                        |  |  |  |
| |                                  |  |  |  |  |  |  |  |  |  |  |  |                        |  |  |  |
| | 8. Roman I of Moldavia           |  |  |  |  |  |  |  |  |  |  |  |                        |  |  |  |
| |                                  |  |  |  |  |  |  |  |  |  |  |  |                        |  |  |  |
| |                                  |  |  |  |  |  |  |  |  |  |  |  |                        |  |  |  |
| |                                  |  |  |  |  |  |  |  |  |  |  |  |                        |  |  |  |
| | 17. Margareta Mușata             |  |  |  |  |  |  |  |  |  |  |  |                        |  |  |  |
| |                                  |  |  |  |  |  |  |  |  |  |  |  |                        |  |  |  |
| |                                  |  |  |  |  |  |  |  |  |  |  |  |                        |  |  |  |
| |                                  |  |  |  |  |  |  |  |  |  |  |  |                        |  |  |  |
| | 4. Alexander I of Moldavia       |  |  |  |  |  |  |  |  |  |  |  |                        |  |  |  |
| |                                  |  |  |  |  |  |  |  |  |  |  |  |                        |  |  |  |
| |                                  |  |  |  |  |  |  |  |  |  |  |  |                        |  |  |  |
| |                                  |  |  |  |  |  |  |  |  |  |  |  |                        |  |  |  |
| | 18. (possibly) Lațcu of Moldavia |  |  |  |  |  |  |  |  |  |  |  |                        |  |  |  |
| |                                  |  |  |  |  |  |  |  |  |  |  |  |                        |  |  |  |
| |                                  |  |  |  |  |  |  |  |  |  |  |  |                        |  |  |  |
| |                                  |  |  |  |  |  |  |  |  |  |  |  |                        |  |  |  |
| | 9. Anastasia                     |  |  |  |  |  |  |  |  |  |  |  |                        |  |  |  |
| |                                  |  |  |  |  |  |  |  |  |  |  |  |                        |  |  |  |
| |                                  |  |  |  |  |  |  |  |  |  |  |  |                        |  |  |  |
| |                                  |  |  |  |  |  |  |  |  |  |  |  |                        |  |  |  |
| |                                  |  |  |  |  |  |  |  |  |  |  |  |                        |  |  |  |
| |                                  |  |  |  |  |  |  |  |  |  |  |  |                        |  |  |  |
| |                                  |  |  |  |  |  |  |  |  |  |  |  |                        |  |  |  |
| |                                  |  |  |  |  |  |  |  |  |  |  |  |                        |  |  |  |
| | 2. Bogdan II of Moldavia         |  |  |  |  |  |  |  |  |  |  |  |                        |  |  |  |
| |                                  |  |  |  |  |  |  |  |  |  |  |  |                        |  |  |  |
| |                                  |  |  |  |  |  |  |  |  |  |  |  |                        |  |  |  |
| |                                  |  |  |  |  |  |  |  |  |  |  |  |                        |  |  |  |
| |                                  |  |  |  |  |  |  |  |  |  |  |  |                        |  |  |  |
| |                                  |  |  |  |  |  |  |  |  |  |  |  |                        |  |  |  |
| |                                  |  |  |  |  |  |  |  |  |  |  |  |                        |  |  |  |
| |                                  |  |  |  |  |  |  |  |  |  |  |  |                        |  |  |  |
| |                                  |  |  |  |  |  |  |  |  |  |  |  |                        |  |  |  |
| |                                  |  |  |  |  |  |  |  |  |  |  |  |                        |  |  |  |
| |                                  |  |  |  |  |  |  |  |  |  |  |  |                        |  |  |  |
| |                                  |  |  |  |  |  |  |  |  |  |  |  |                        |  |  |  |
| |                                  |  |  |  |  |  |  |  |  |  |  |  |                        |  |  |  |
| |                                  |  |  |  |  |  |  |  |  |  |  |  |                        |  |  |  |
| |                                  |  |  |  |  |  |  |  |  |  |  |  |                        |  |  |  |
| |                                  |  |  |  |  |  |  |  |  |  |  |  |                        |  |  |  |
| | 5. Ana Neacșa                    |  |  |  |  |  |  |  |  |  |  |  |                        |  |  |  |
| |                                  |  |  |  |  |  |  |  |  |  |  |  |                        |  |  |  |
| |                                  |  |  |  |  |  |  |  |  |  |  |  |                        |  |  |  |
| |                                  |  |  |  |  |  |  |  |  |  |  |  |                        |  |  |  |
| |                                  |  |  |  |  |  |  |  |  |  |  |  |                        |  |  |  |
| |                                  |  |  |  |  |  |  |  |  |  |  |  |                        |  |  |  |
| |                                  |  |  |  |  |  |  |  |  |  |  |  |                        |  |  |  |
| |                                  |  |  |  |  |  |  |  |  |  |  |  |                        |  |  |  |
| |                                  |  |  |  |  |  |  |  |  |  |  |  |                        |  |  |  |
| |                                  |  |  |  |  |  |  |  |  |  |  |  |                        |  |  |  |
| |                                  |  |  |  |  |  |  |  |  |  |  |  |                        |  |  |  |
| |                                  |  |  |  |  |  |  |  |  |  |  |  |                        |  |  |  |
| |                                  |  |  |  |  |  |  |  |  |  |  |  |                        |  |  |  |
| |                                  |  |  |  |  |  |  |  |  |  |  |  |                        |  |  |  |
| |                                  |  |  |  |  |  |  |  |  |  |  |  |                        |  |  |  |
| |                                  |  |  |  |  |  |  |  |  |  |  |  |                        |  |  |  |
| | 1. Стефан III Молдавски          |  |  |  |  |  |  |  |  |  |  |  |                        |  |  |  |
| |                                  |  |  |  |  |  |  |  |  |  |  |  |                        |  |  |  |
| |                                  |  |  |  |  |  |  |  |  |  |  |  |                        |  |  |  |
| |                                  |  |  |  |  |  |  |  |  |  |  |  |                        |  |  |  |
| |                                  |  |  |  |  |  |  |  |  |  |  |  |                        |  |  |  |
| |                                  |  |  |  |  |  |  |  |  |  |  |  |                        |  |  |  |
| |                                  |  |  |  |  |  |  |  |  |  |  |  |                        |  |  |  |
| |                                  |  |  |  |  |  |  |  |  |  |  |  |                        |  |  |  |
| |                                  |  |  |  |  |  |  |  |  |  |  |  |                        |  |  |  |
| |                                  |  |  |  |  |  |  |  |  |  |  |  |                        |  |  |  |
| |                                  |  |  |  |  |  |  |  |  |  |  |  |                        |  |  |  |
| |                                  |  |  |  |  |  |  |  |  |  |  |  |                        |  |  |  |
| |                                  |  |  |  |  |  |  |  |  |  |  |  |                        |  |  |  |
| |                                  |  |  |  |  |  |  |  |  |  |  |  |                        |  |  |  |
| |                                  |  |  |  |  |  |  |  |  |  |  |  |                        |  |  |  |
| |                                  |  |  |  |  |  |  |  |  |  |  |  |                        |  |  |  |
| |                                  |  |  |  |  |  |  |  |  |  |  |  |                        |  |  |  |
| |                                  |  |  |  |  |  |  |  |  |  |  |  |                        |  |  |  |
| |                                  |  |  |  |  |  |  |  |  |  |  |  |                        |  |  |  |
| |                                  |  |  |  |  |  |  |  |  |  |  |  |                        |  |  |  |
| |                                  |  |  |  |  |  |  |  |  |  |  |  |                        |  |  |  |
| |                                  |  |  |  |  |  |  |  |  |  |  |  |                        |  |  |  |
| |                                  |  |  |  |  |  |  |  |  |  |  |  |                        |  |  |  |
| |                                  |  |  |  |  |  |  |  |  |  |  |  |                        |  |  |  |
| |                                  |  |  |  |  |  |  |  |  |  |  |  |                        |  |  |  |
| |                                  |  |  |  |  |  |  |  |  |  |  |  |                        |  |  |  |
| |                                  |  |  |  |  |  |  |  |  |  |  |  |                        |  |  |  |
| |                                  |  |  |  |  |  |  |  |  |  |  |  |                        |  |  |  |
| |                                  |  |  |  |  |  |  |  |  |  |  |  |                        |  |  |  |
| |                                  |  |  |  |  |  |  |  |  |  |  |  |                        |  |  |  |
| |                                  |  |  |  |  |  |  |  |  |  |  |  |                        |  |  |  |
| |                                  |  |  |  |  |  |  |  |  |  |  |  |                        |  |  |  |
| | 3.                               |  |  |  |  |  |  |  |  |  |  |  |                        |  |  |  |
| |                                  |  |  |  |  |  |  |  |  |  |  |  |                        |  |  |  |
| |                                  |  |  |  |  |  |  |  |  |  |  |  |                        |  |  |  |